# Charlie và nhà máy sôcôla (phim)
Charlie và nhà máy sôcôla (tựa gốc tiếng Anh: Charlie and the Chocolate Factory) là một bộ phim ca nhạc giả tưởng năm 2005 của đạo diễn Tim Burton và do John August viết kịch bản, dựa trên tiểu thuyết cùng tên năm 1964 của Roald Dahl. Phim có sự tham gia của Johnny Depp trong vai Willy Wonka và Freddie Highmore trong vai Charlie Bucket, cùng với David Kelly, Helena Bonham Carter, Noah Taylor, Missi Pyle, James Fox, Deep Roy và Christopher Lee. Cốt truyện kể về Charlie khi Charlie thắng một cuộc thi cùng với bốn đứa trẻ khác và được Wonka dẫn dắt trong chuyến tham quan nhà máy sôcôla.
Bộ phim là bản chuyển thể thứ hai sau bản phát hành năm 1991. Trước khi đạo diễn Tim Burton đảm nhận quay, các đạo diễn như Gary Ross, Rob Minkoff, Martin Scorsese và Tom Shadyac cũng đã nghiên cứu, cho ra ý tưởng cho bộ phim chuyển thể lần thứ hai này; trong khi các diễn viên Bill Murray, Nicolas Cage, Jim Carrey, Michael Keaton, Brad Pitt, Will Smith, Adam Sandler và những diễn viên khác, đều đang thảo luận thử vai và được hãng phim xem xét để đóng vai chính Wonka. Burton ngay lập tức đưa các cộng tác viên chủ chốt của đoàn phim Depp và Danny Elfman lên tàu tới trường quay. Không giống như chuyển thể phim từ  năm 1971, các vở nhạc kịch của Elfman đều được sử dụng lời bài hát từ tiểu thuyết của Roald Dahl.
Quá trình quay phim được diễn ra từ tháng 6 đến tháng 12 năm 2004 tại Pinewood Studios ở Vương quốc Anh. Thay vì sử dụng bối cảnh hình ảnh do máy tính tạo ra (CGI), đạo diễn Burton chủ yếu sử dụng các bối cảnh được dựng sẵn và các hiệu ứng thực tế, mà ông khẳng định rằng là đã lấy cảm hứng từ cuốn sách. Căn phòng sô cô la của Wonka được xây dựng trên Albert R. Broccoli khổng lồ tại Pinewood.
Tại thời điểm phát hành, Charlie và nhà máy sôcôla đã nhận được những đánh giá tích cực từ giới phê bình, với những lời khen ngợi hướng về hình ảnh, thiết kế bối cảnh, số lượng âm nhạc, các ngôi sao nhí và hướng đi của Burton. Màn trình diễn của Depp trong vai Willy Wonka nhận được phản hồi rất tích cực hơn. Bộ phim là một thành công của phòng vé, thu về $56.178.450 và trở thành phim có doanh thu cao thứ tám trên toàn thế giới vào năm 2005, là phim có doanh thu tuần đầu cao thứ năm của năm 2005. Tổng cộng, phim thu được $206.459.076 tại Mỹ và $268.509.687 tại nước ngoài.
Trang Rotten Tomatoes đánh giá phim ở mức 83%, dựa trên 222 lượt nhận xét, với điểm số trung bình đạt 7,2/10.

## Cốt truyện
Charlie Bucket là một cậu bé tốt bụng và yêu đời, cậu và gia đình sống trong cảnh nghèo khó gần Nhà máy Wonka. Chủ sở hữu của công ty, Willy Wonka, đã đóng cửa nhà máy của mình cho công chúng từ lâu do các vấn đề liên quan đến hoạt động gián điệp công nghiệp do các đối thủ ghen tị của ông thực hiện, khiến ông phải đóng cửa nhà máy trong vài năm và sa thải tất cả nhân viên của mình, bao gồm cả ông nội Joe.
Một ngày nọ, Wonka thông báo về một cuộc thi trong đó Willy Wonka giấu năm chiếc vé vàng trong những tờ giấy gói các thanh sô-cô-la Wonka ngẫu nhiên trên toàn thế giới và người chiến thắng sẽ nhận được một chuyến tham quan toàn bộ nhà máy cũng như nguồn cung cấp sô cô la trọn đời, trong khi một người sẽ nhận được một giải thưởng bổ sung khi kết thúc chuyến tham quan. Doanh thu của Wonka sau đó tăng vọt, và bốn tấm vé đầu tiên được tìm thấy bởi Augustus Gloop háu ăn, Veruca Salt hư hỏng, Violet Beauregarde kiêu ngạo, và Mike Teavee xấu tính. Charlie mua hai thanh sô-cô-la Woka để tìm một vé, nhưng cả hai thanh đều trống rỗng. Sau khi nghe lỏm được rằng tấm vé cuối cùng đã được tìm thấy ở Nga, Charlie tìm thấy một tờ 10 đô la và mua thanh sô-cô-la Woka thứ ba. Chiếc vé của Nga được tiết lộ là giả mạo khi Charlie phát hiện ra chiếc vé thật bên trong lớp giấy bọc sau đó anh muốn bán thanh sô-cô-la để giúp gia đình. Tuy nhiên, sau một cuộc nói chuyện từ Ông ngoại George, anh quyết định giữ lại và đưa ông nội Joe đi cùng trong chuyến tham quan.
Charlie và những người giữ vé khác được chào đón bên ngoài nhà máy bởi những người Oompa-Loompa, sau đó dẫn họ vào cơ sở. Trong cuộc tham quan thì Augustus Gloop bị rơi xuống dòng sông Chocolate sau khi cố gắng cúi xuống uống nước sông và bị hút ngược lên ống dẫn nước. Violet Beauregarde ăn thử một miếng kẹo cao su vẫn trong giai đoạn thử nghiệm và bị biến thành quả việt quất xanh khổng lồ. Veruca Salt bị những con sóc xem là "hạt hỏng" nên bị chúng ném vào thùng rác. Mike Teavee bị teo nhỏ và mắc kẹt trong một chiếc tivi. Sau khi kết thúc hành trình, bốn đứa trẻ có cho riêng mình một diện mạo mới: Augustus bị chiếc ống ép cho thành gầy nhom; da của Violet biến thành màu tím; khắp người Veruca toàn rác là rác; còn Mike thì cao hơn 3 mét và mảnh như sợi dây vì nhầm lẫn trong quá trình hồi phục hình dạng của cậu.Trong khi đó, Wonka hồi tưởng về quá khứ rắc rối của mình và việc cha nha sĩ của anh, Wilbur, nghiêm cấm anh ăn kẹo vì những nguy cơ tiềm ẩn về răng miệng. Sau khi ăn trộm một viên kẹo, Wonka ngay lập tức bị thu hút bởi vị ngọt và bỏ nhà đi theo giấc mơ của mình. Tuy nhiên, khi anh quay lại, cả cha anh và ngôi nhà của họ đều đã biến mất. Vì Charlie là người "bình thường" nhất trong số năm người, Wonka mời Charlie đến sống và làm việc trong nhà máy với cậu ta, với điều kiện cậu ta phải bỏ gia đình ở lại. Charlie từ chối, vì gia đình là điều quan trọng nhất trong cuộc đời cậu.
Khi Charlie và gia đình sống hòa thuận, Wonka trở nên chán nản, khiến công ty và doanh thu của ông ấy giảm sút. Cuối cùng, ông ấy quay sang Charlie để xin lời khuyên, và cậu ấy quyết định giúp Wonka hòa giải với người cha ghẻ lạnh của mình. Trong cuộc hội ngộ, Charlie nhận thấy những mẩu báo về thành công của Wonka mà ông Wilbur thu thập được trong khi Wonka nhận ra giá trị của gia đình khi cuối cùng anh và Wilbur đã hòa giải. Sau đó, Wonka cho phép Charlie và gia đình cùng nhau chuyển vào nhà máy.

## Phân vai
- Johnny Depp trong vai Willy Wonka
- Freddie Highmore trong vai Charlie Bucket
- David Kelly trong vai ông nội Joe
- Helena Bonham Carter trong vai bà Bucket
- Noah Taylor trong vai ông Bucket
- Missi Pyle trong vai bà Beauregarde
- James Fox trong vai bà Salt
- Deep Roy trong vai Oompa-Loompas (với phần hát của Danny Elfman)
- Christopher Lee trong vai nha sĩ Wonka

Các diễn viên khác bao gồm Adam Godley trong vai ông Teavee và Franziska Troegner trong vai bà Gloop. Bốn đứa trẻ hư hỏng, Violet Beauregarde, Veruca Salt, Mike Teavee và Augustus Gloop lần lượt được thể hiện bởi AnnaSophia Robb, Julia Winter, Jordan Fry và Philip Wiegratz. Blair Dunlop vào vai Willy Wonka lúc nhỏ. Các ông bà còn lại của Charlie, bà Georgina, bà Josephine và ông nội George, được Liz Smith thủ vai, Eileen Essell và David Morris. Nitin Ganatra và Shelley Conn xuất hiện với tư cách là Hoàng tử và Công chúa Pondicherry. Geoffrey Holder tường thuật bộ phim.

## Sản xuất

### Sự phát triển

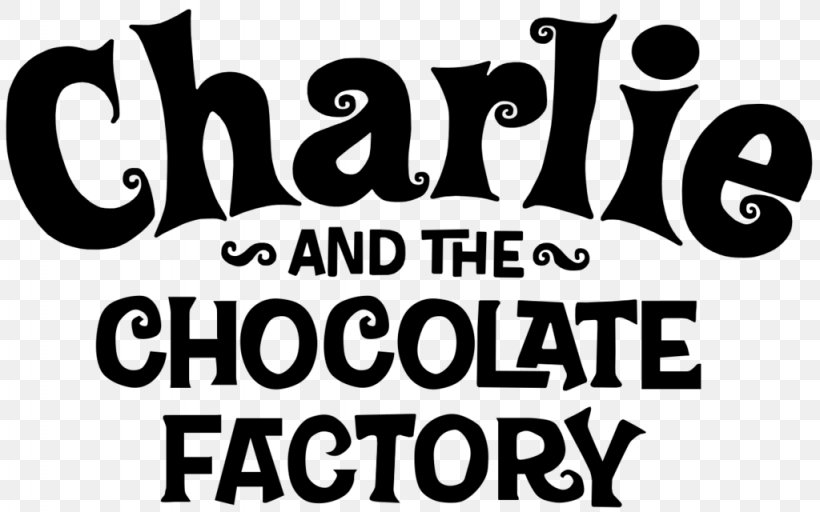
Logo chính của phim

Tác giả Roald Dahl không chấp thuận bản chuyển thể phim năm 1971. Warner Bros và công ty Brillstein-Grey Entertainment đã tiến hành thảo luận với bất động sản Dahl vào năm 1991, với hy vọng mua bản quyền để sản xuất một phiên bản điện ảnh khác của "Charlie và nhà máy sôcôla". Việc mua bán được hoàn tất vào năm 1998, Felicity (tên gọi khác “Liccy”), và con gái Lucy của tác giả Dahl, nhận được toàn quyền kiểm soát nghệ thuật và đặc quyền cuối cùng về lựa chọn diễn viên, đạo diễn và biên kịch. Việc bảo vệ tác phẩm của tác giả Dahl là lý do chính khiến "Charlie và nhà máy sôcôla" đã chết mòn trong địa ngục phát triển kể từ những năm 1990.
Sau khi tiếp cận Warner Bros để xin việc, Scott Frank đã được thuê viết kịch bản vào tháng 2 năm 1999. Frank, người đoạt giải Oscar gần đây cho bộ phim tội phạm "Out of Sight" xếp hạng R, Frank mong muốn làm một bộ phim mà các con của Frank thấy thích thú. Là một người hâm mộ nhiệt tình của những quyển sách tiểu thuyết, Frank dự định sẽ hợp tác lâu dài với tầm nhìn của tác giả Dahl hơn so với bộ phim năm 1971. Nicolas Cage đang thảo luận về nhân vật Willy Wonka, nhưng lại không có hứng thú. Gary Ross ký hợp đồng đạo diễn vào tháng 2 năm 2000, dẫn đến việc Frank phải hoàn thành hai bản thảo kịch bản, trước khi rời đi với Gary Ross vào tháng 9 năm 2001. Cả Warner Bros và Dahl Estate đều muốn Frank tiếp tục thực hiện dự án, nhưng cả hai phải đối mặt với những lịch trình dày đặc và trách nhiệm hợp đồng với hai bộ phim đó là Minority Report (2002) và The Lookout (2007).
Rob Minkoff tham gia đàm phán để đảm nhận vị trí đạo diễn vào tháng 10 năm 2001, và Gwyn Lurie được thuê để viết lại từ đầu với một kịch bản mới hoàn toàn vào tháng 2 năm 2002. Lurie nói rằng, Lurie sẽ chuyển thể cuốn sách gốc và bỏ qua bộ phim đã được chuyển thể vào năm 1971. Lurie sau khi ấn tượng với tác phẩm của tác giả Dahl, cô ấy đã chuyển thể thành một tác phẩm khác dựa trên tác phẩm của Dahl, một chuyển thể người thật của The BFG do công ty Paramount Pictures tài trợ, bộ phim chưa bao giờ được thực hiện bởi Paramount Pictures (Paramount đã phân phối phiên bản phim trước đó năm 1971 của "Charlie", và sau đó đã bán bản quyền cho WB). Vào tháng 4 năm 2002, Martin Scorsese là một đạo diễn phim, nhà sản xuất, biên kịch, và diễn viên người Mỹ. Là một trong những nhân vật lớn của Kỷ nguyên Hollywood Mới, Martin Scorsese được nhiều người coi là một trong những đạo diễn vĩ đại nhất và có ảnh hưởng nhất trong lịch sử điện ảnh, và đã chấp nhận tham gia hợp tác vào bộ phim, mặc dù trong một thời gian ngắn, nhưng thay vào đó Martin Scorsese đã được chọn làm đạo diễn phim The Aviator. Chủ tịch Alan Frederick Horn của Warner Bros muốn Tom Shadyac làm chỉ đạo, hướng dẫn cho Jim Carrey trong vai Willy Wonka, tin rằng bộ đôi này có thể khiến "Charlie và nhà máy sôcôla" gây ấn tượng trong mắt người xem nhất, nhưng đã bị Liccy Dahl phản đối sự phối hợp này.

### Thử vai
Trước khi Burton tham gia vào dự án phim, đạo diễn Warner Bros đã cân nhắc và thảo luận về nhân vật Willy Wonka với những diễn viên như:  Bill Murray, Christopher Walken, Steve Martin, Robin Williams, Nicolas Cage, Jim Carrey, Michael Keaton, Robert De Niro, Brad Pitt, Will Smith, Mike Myers, Ben Stiller, Leslie Nielsen, John Cleese, Eric Idle, Michael Palin, Patrick Stewart, và Adam Sandler. Dustin Hoffman và Marilyn Manson được cho là cũng muốn có vai diễn chính này. Tuy nhiên, công ty sản xuất của Pitt, Plan B Entertainment, vẫn tiếp tục đồng tài trợ cho bộ phim với đạo diễn Warner Bros. Johnny Depp là diễn viên duy nhất được Burton cân nhắc cho vai diễn Wonka, mặc dù Dwayne Johnson là sự lựa chọn thứ hai của Burton trong trường hợp nếu như không có Depp. Depp đã đồng ý ký ngay mà không cần đọc qua kịch bản, với ý định tiếp cận một cách hoàn toàn khác so với những gì mà Gene Wilder đã làm trong bộ phim chuyển thể năm 1971. Depp cho biết bất kể bộ phim gốc như thế nào đi chăng nữa, thì nhân vật Willy Wonka của Gene Wilder vẫn rất độc đáo.
Depp và Burton đã lấy cảm hứng cho nhân vật Willy Wonka từ những người dẫn chương trình truyền hình dành cho trẻ em như Bob Keeshan (Captain Kangaroo), Fred Rogers và Al Lewis từ "The Uncle Al Show", và Depp cũng lấy cảm hứng từ những người dẫn chương trình trò chơi khác. Burton nhớ lại  thời thơ ấu của mình rằng các nhân vật kỳ dị thường để lại ấn tượng lâu dài. Burton nói, "Đó là một sự kết hợp kỳ lạ của những người dẫn chương trình truyền hình dành cho trẻ em". Depp dựa trên biên tập viên tạp chí Vogue Anna Wintour để tạo hình ảnh cho vẻ ngoài của nhân vật Wonka ( cắt bob phóng đại và đeo kính râm).
Các so sánh đã được rút ra giữa nhân vật Willy Wonka và diễn viên Michael Jackson. Nhưng Burton không đồng ý với những so sánh và nói rằng Jackson, không giống như Wonka (về vấn đề thích trẻ em). Depp cho biết những điểm tương đồng giữa vai diễn với Jackson có một vài điểm chưa ở vai diễn chưa có ở Jackson. Thay vào đó, ông so sánh Wonka với Howard Hughes do có tính cách "sống ẩn dật và thích kiểm soát". Vì vậy đạo diễn Burton đã đồng ý sự tương đồng này với Hughes. Depp cũng trích dẫn Charles Foster Kane từ "Citizen Kane" như một nguồn cảm hứng cho Wonka, vì Kane là "một người xuất sắc nhưng sau khi bị chấn thương tâm lý và đã rút lui vào thế giới của riêng họ". Vì để muốn đạt được sự chân thực và kì ảo nhất cho bộ phim Depp muốn trang điểm cho nhân vậy chính Wonka có một chiếc mũi thon dài, nhưng Burton tin rằng điều đó sẽ quá lố. Trong quá trình sản xuất, nhà sản xuất biên kịch Gene Wilder đã tham gia một cuộc phỏng vấn với tờ báo "The Daily Telegraph" và đã cáo buộc các nhà làm phim chỉ làm lại bộ phim năm 1971 (vì mục đích kiếm tiền). Nhưng Depp cho biết anh rất thất vọng trước nhận xét của Wilder, và trả lời rằng bộ phim không phải là một bản làm lại, mà là một bản chuyển thể mới từ cuốn sách tiểu thuyết năm 1964 của tác giả Dahl.
Cuộc tuyển chọn diễn viên cho Charlie Bucket, Violet Beauregarde, Veruca Salt và Mike Teavee đã diễn ra ở Hoa Kỳ và Vương quốc Anh, trong khi buổi tuyển chọn diễn viên của Augustus Gloop thì diễn ra ở Đức. Burton cho biết ông đã rất khó khăn khi tìm kiếm những diễn viên "có sự tương đồng gì đó ở nhân vật trong họ", và nhận thấy Mike Teavee là nhân vật khó chọn nhất. Burton lại tiếp tục gặp khó khăn khi chọn nhân vật Charlie, cho đến khi Johnny Depp, người đã làm việc với Freddie Highmore trong phim Finding Neverland, đề xuất Highmore cho vai diễn Charlie. Highmore đã đọc cuốn sách tiểu thuyết này trước đó, nhưng vẫn quyết định đọc lại nó một lần nữa trước khi thử vai. Nam diễn viên đã chọn không xem bộ phim chuyển thể gốc, và cũng chọn không xem nó cho đến khi Burton sản xuất bộ phim, vì vậy vai diễn của nam diễn viên sẽ không bị ảnh hưởng.
Trước khi Adam Godley chính thức được chọn vào vai Mr. Teavee. Các diễn viên đề cử khác như Dan Castellaneta, Tim Allen, Ed O'Neill, Bob Saget và Ray Romano đều đã được cân nhắc cho vai diễn này.

### Quá trình làm phim

Chụp ảnh để quảng bá của các nhân vật trong phim

Việc chụp ảnh chính thức cho bộ phim "Charlie và nhà máy sôcôla" bắt đầu vào ngày 21 tháng 6 năm 2004, tại phim trường Pinewood ở Anh. Đạo diễn Tim Burton và nhà soạn nhạc Danny Elfman cảm thấy việc quay phim hơi gặp khó khăn vì cả hai người đang đồng thời thực hiện cho bộ phim hoạt hình nổi tiếng khác là "Cô dâu ma(Corpse Bride)". Có một sự trùng hợp là bên ngoài nhà máy Wonka tình cờ được xây dựng trên cùng một lô đất mà Burton đã sử dụng cho bộ phim "Thành phố Gotham" trong "Batman năm 1989. Các sự chuẩn bị cho bộ phim thực sự quy mô và hoành tráng khi mà cảnh nghi lễ trong phim yêu cầu 500 phụ kiện trang trí từ các cửa hàng bán đồ trang trí tại địa phương, nơi đoàn làm phim thực hiện cho bộ phim này. Dòng sông sôcôla trong phim được tạo ra từ hàng ngàn thanh sôcôla được nấu chảy làm lấp đầy Sân khấu 007 (Albert R. Broccoli) của phim trường  Pinewood. Bộ phim đáng ra có thể hoàn thành sớm hơn nhưng vì một số quy tắc công bằng của Anh quy định rằng trẻ em chỉ được làm việc bốn tiếng rưỡi mỗi ngày, vì vậy quá trình quay phim "Charlie và nhà máy sôcôla" phải mất sáu tháng để hoàn thành và bộ phim đóng máy vào tháng 12 năm 2004.

## Giải thưởng và đề cử
| Giải thưởng                 | Loại                                                         | Người nhận                                                    | Kết quả   |
| --------------------------- | ------------------------------------------------------------ | ------------------------------------------------------------- | --------- |
| Academy Awards              | Thiết kế trang phục đẹp nhất                                 | Gabriella Pescucci                                            | Đề cử     |
| British Academy Film Awards | Thiết kế sản xuất tốt nhất                                   | Alex McDowell                                                 | Đề cử     |
| Golden Globe Awards         | Nam diễn viên chính xuất sắc nhất - Nhạc kịch hoạc hài       | Johnny Depp                                                   | Đề cử     |
| Grammy Awards               | Bài hát viết cho Phương tiện truyền thông trực quan hay nhất | John August và Danny Elfman cho bài hát "Chào mừng của Wonka" | Đề cử     |
| People's Choice Awards      | Diễn viên điện ảnh được yêu thích nhất                       | Johnny Depp                                                   | Đoạt giải |
| Saturn Awards               | Nhạc hay nhất                                                | Danny Elfman                                                  | Đề cử     |